# Josep Torras i Bages
Josep Torras i Bages (les Cabanyes, Alt Penedès, 12 de setembre de 1846 - Vic, Osona, 7 de febrer de 1916) fou un eclesiàstic i bisbe català, màxim representant al seu temps del catalanisme conservador i catòlic.

## Biografia
Va fer els primers estudis a Vilafranca i el 1859 passà a Barcelona, on obtingué el grau de batxiller en arts amb el treball "Dios y el alma humana". Estudià dret a la Universitat de Barcelona sota el mestratge del vilafranquí Manuel Milà i Fontanals, alhora que rebia lliçons de filosofia de Francesc Xavier Llorens i Barba, de grec d'Antoni Bergnes de las Casas, i de retòrica de Josep Coll i Vehí. L'any 1868 i durant els fets de l'anomenada "Revolució de Setembre" fugí a França amb la seva família. Retornà a Barcelona l'any següent per a llicenciar-se i immediatament doctorar-se en dret civil i canònic amb la tesi El matrimonio cristiano.
El mateix 1869 va ingressar al Seminari Conciliar de Barcelona i l'any següent passà al de Vic, on aprofundí en la filosofia tomista de la mà del canonge Andreu Duran. El 1873 tornà a fugir, aquest cop al Conflent, en el context dels avalots de la Primera República. Durant aquest breu exili tingué l'oportunitat de viatjar a Roma amb el seu amic el canonge Jaume Collell, i allà foren rebuts personalment pel papa beat Pius IX. El 1876 es llicencià en teologia al Seminari Conciliar de València i l'any següent fou successivament ordenat diaca, a Vic, i sacerdot, a Girona.
Es traslladà a Barcelona i hi exercí una intensa labor tant pastoral com intel·lectual. Mentre exercia de confessor del Seminari i de les monges de Valldonzella, fou consiliari del Cercle Artístic de Sant Lluc i de la Unió Catalanista i fundà la Lliga Espiritual de la Mare de Déu de Montserrat. Anà bastint la seva ideologia catalanista de profunda arrel cristiana, fins al punt d'esdevenir el màxim exponent d'aquest corrent. L'any 1882 l'elegiren president de la comissió encarregada de redactar les Bases de Manresa. Fou elegit membre numerari de la Reial Acadèmia Catalana de Belles Arts de Sant Jordi (1896) i de la Reial Acadèmia de Bones Lletres de Barcelona (1898).
Publicà una gran quantitat de llibres i opuscles en català i encoratjà altres clergues perquè també ho fessin. En espanyol publicà El clero en la vida social moderna (1888), obra que tingué una gran difusió a tota la península i que el mostrà com a capdavanter del moviment per a l'adaptació de l'Església a les noves realitats polítiques i socials enfront de l'integrisme imperant. El 1892 publicà la seva obra cabdal La tradició catalana, llibre de capçalera de diverses generacions del catalanisme moderat d'arrel cristiana. El presumpte lema d'aquest llibre, "Catalunya serà cristiana o no serà", fou immediatament assumit per la militància catalanista conservadora i anys després fou gravat a la façana del monestir de Montserrat.
El 8 d'octubre de 1899 i a instàncies de Manuel Duran i Bas, aleshores ministre de Gràcia i Justícia, fou consagrat bisbe de Vic per trasllat del seu antecessor, Josep Morgades i Gili, al bisbat de Barcelona. Amb aquestes maniobres hom aconseguí que per primera vegada totes les seus episcopals catalanes estiguessin en mans de gent fidel al país. El 1906 Torras i Bages refusà la promoció a arquebisbe de Burgos pel fet que això comportava el seu allunyament de la terra.
L'any 1908, entre els molts temples catalans que consagrà al llarg de la seva trajectòria, va inaugurar l'església de la Sagrada Família de la Bauma a Castellbell i el Vilar, obra del reconegut arquitecte modernista Alexandre Soler i March.

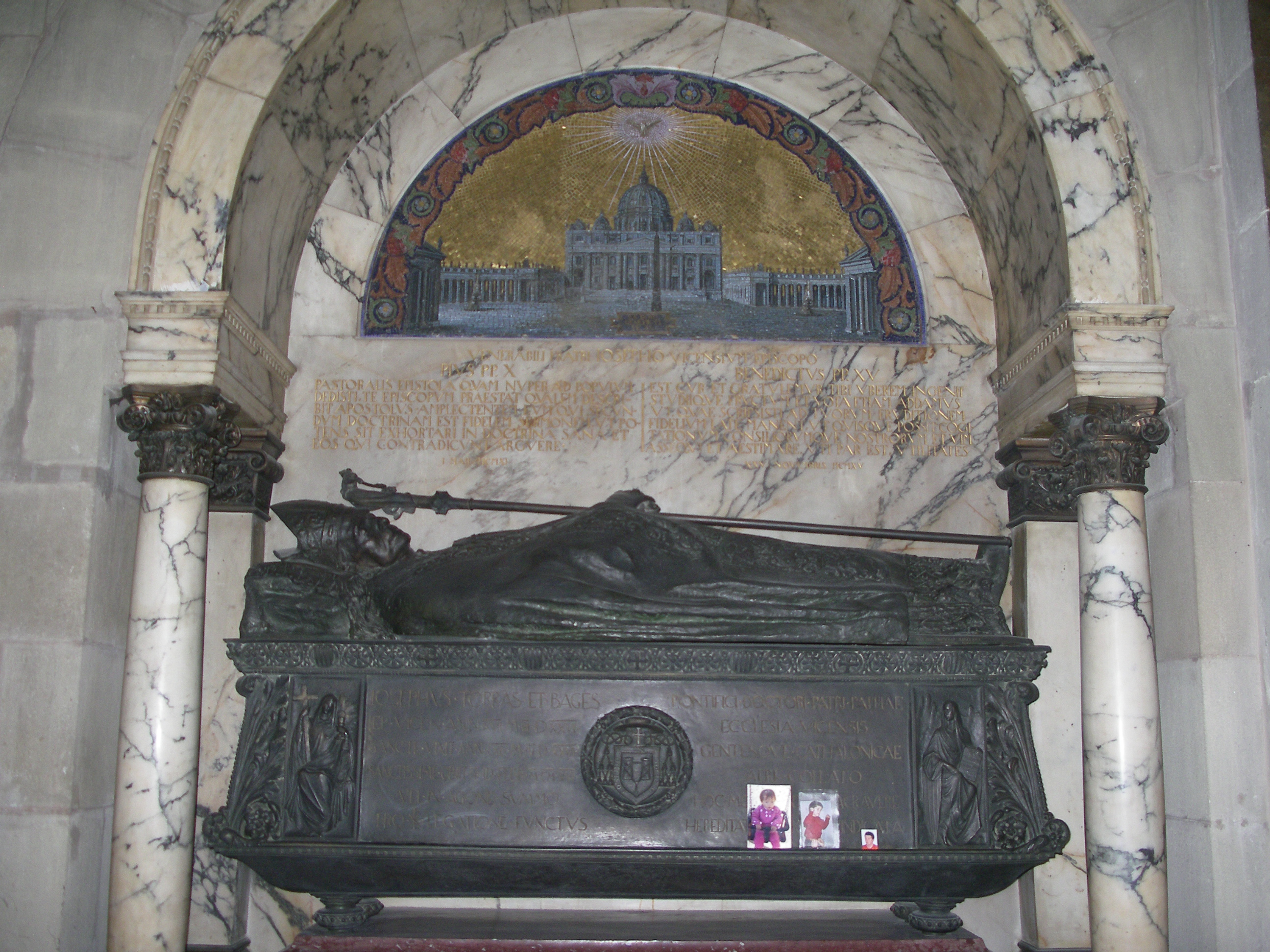
Sepulcre a la Catedral de Vic

Morí a Vic el 7 de febrer de 1916.

## Causa de beatificació
L'any 1931 fou incoada la seva causa de beatificació, procés que ha anat fent el seu camí en superar les diferents fases. L'any 1963 fou promulgat el decret sobre els escrits del servent de Déu. Els pares cardenals i els bisbes, en sessió ordinària del dia 7 d'abril de 1992, reconegueren l'heroïcitat de les virtuts practicades pel bisbe Josep Torras i Bages. Per això, el decret del 13 de juny de 1992 ressalta que Torras i Bages fou «pastor insigne» i exercí lloablement el seu sacerdoci. Les seves obres socioreligioses i apologètiques «mostren el seu amor a l'Església, a la veritat i a la seva pàtria Catalunya i als seus costums cristians i culturals, de manera que amb raó és considerat com el veritable i principal autor cristià de “La Renaixença”».
El bisbe Torras —segons explanava el decret— va ser un veritable pare per al seu poble. Fou un defensor i mestre de fe i el seu magisteri fou tan admirable que fou anomenat «Pare de l'Església del nostre temps» i «Patriarca espiritual de Catalunya»; i fou el gran vindicador de la identitat i de la cultura de Catalunya; en efecte, va lluitar amb les màximes forces per defensar el patrimoni moral i religiós de Catalunya i en reclamà la confirmació i l'augment d'acord amb la fidelitat a les arrels cristianes i a l'Església. A Vic, a més de fomentar-hi diverses activitats i institucions pastorals, «va consolidar les coses que havia començat el seu predecessor Josep Morgades […]; fou portador de pau i de concòrdia […]; buscava només la glòria de Déu i la salvació de les ànimes».
Actualment, per tal d'aconseguir la beatificació del bisbe Josep Torras i Bages resta acreditar un miracle.

## Conferència Torrasiana
El 7 de febrer de 2020, 104è aniversari de la seva mort, se celebrà la Primera Conferència Torrasiana al Museu Episcopal de Vic. Titulada Torras i Bages, un "idealista" que creia en la llibertat, fou organitzada per la Causa de Beatificació, per donar a conèixer la seva persona i obra, i pretén reproduir-se anualment. En aquest acte també es va mostrar la nova web de la Causa i es va anunciar la digitalització i publicació en xarxa de la seva obra completa i epistolari. (vídeo)

## Obres
Les seves obres completes —on figuren escrits religiosos, estètics i polítics, d'investigació i de divulgació, pastorals, sermons, etc.— han estat publicades el 1935, el 1948 i, el 1984-94, en una nova edició en 10 volums, crítica i anotada. El 1994-98 hom en publicà també l'epistolari complet, en cinc volums.
Aquesta darrera edició de l'obra i epistolari ha estat digitalitzada i està disponible en línia (vegeu § Enllaços externs).

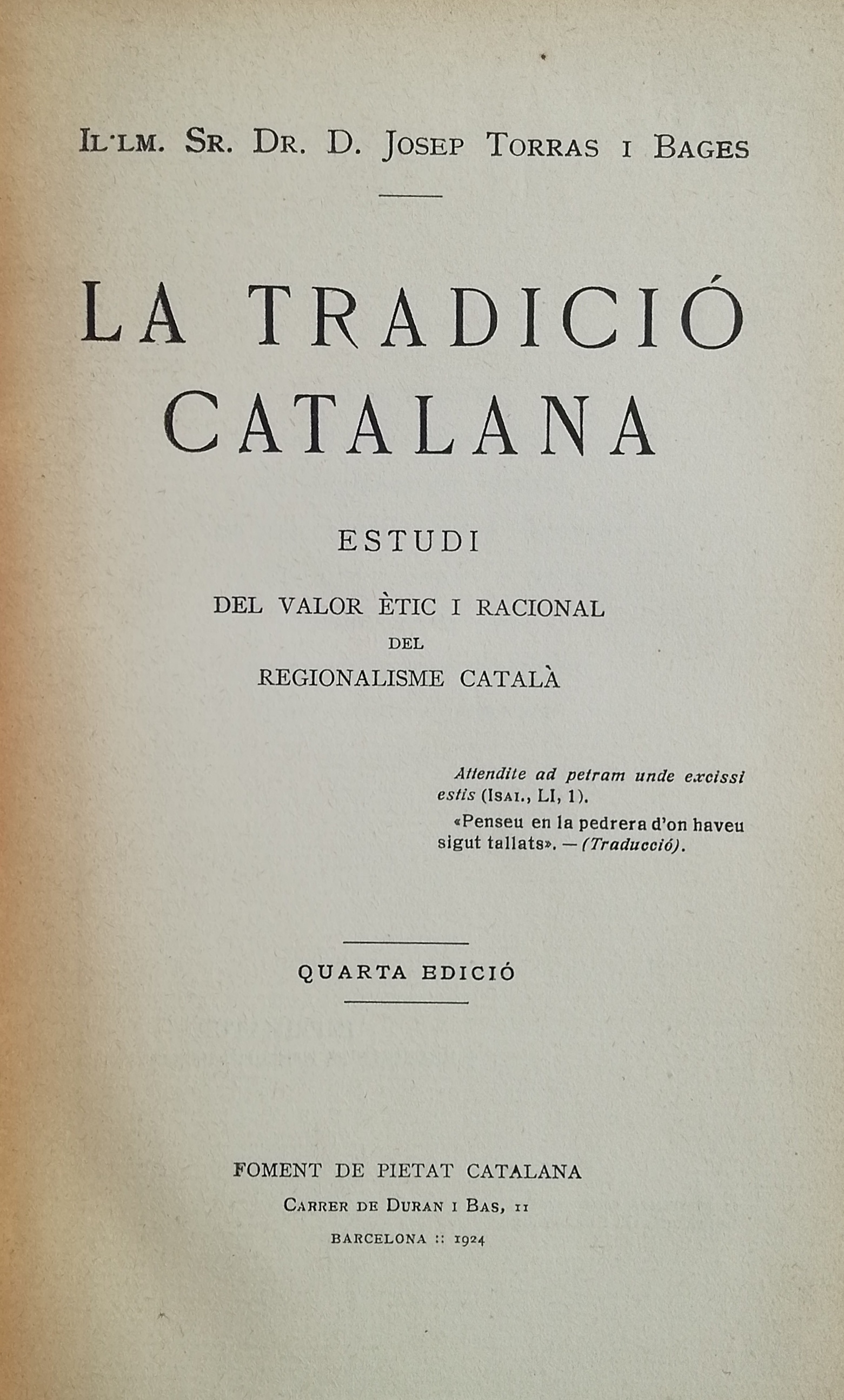
La Tradició Catalana, exemplar publicat a Barcelona el 1924 per l'associació Foment de Pietat Catalana